# Třemošná u Plzně
Třemošná u Plzně – stacja kolejowa w Třemošná, w kraju pilzneńskim, w Czechach. Położona jest na wysokości 375 m n.p.m.
Na stacji nie ma możliwości zakupu biletu, a obsługa podróżnych odbywa się w pociągu. 

## Linie kolejowe
- 160 Plzeň - Žatec